# Parlamento del Togo
Il Parlamento del Togo (in francese Parlement du Togo) è il parlamento dello stato africano del Togo.
È suddiviso in due rami: il Senato (Sénat) e l'Assemblea Nazionale (Assemblée nationale).